# Bernard Blier
Bernard Blier (11. ledna 1916 Buenos Aires – 29. března 1989 Saint-Cloud, Hauts-de-Seine) byl francouzský divadelní a filmový herec.

## Život a kariéra
Narodil se v Argentině. Jeho otec, Jules Blier, byl biologem v pařížském Pasteurově ústavu.
Po návratu rodiny do Paříže začal studovat na Lycée Condorcet, ale už od roku 1931 jej začalo přitahovat divadlo, ve kterém o tři roky později skutečně herecky debutoval. Krátce nato se přihlásil na pařížskou Conservatoire national supérieur d'art dramatique, ale byl přijat až po třech pokusech, v roce 1937. Na konzervatoři studoval v kurzech u Louise Jouveta a spoznal tam dva ze svých přátel, Françoise Périera a Gérarda Ouryho.
V roce 1937 začal hrát ve filmu a už o rok později se objevil ve snímku Hotel du Nord režiséra Marcela Carného, ve kterém se setkal například s Louisem Jouvetem a s Arletty. Kromě toho nadále hrál v divadle. V dubnu 1938 ze oženil a ze sňatku se příští rok narodil syn, režisér Bertrand Blier. V roce 1939 hrál s Jeanem Gabinem ve významném filmu Den začíná a při natáčení filmu vzniklo mezi oběma muži blízké přátelství. Ve stejném roce získal ocenění poroty konzervatoře.
Po vypuknutí druhé světové války byl mobilizován a zařazen k pěšímu pluku v Mayenne. Později byl zajat a internován v zajateckém táboře Stalag XVII-A v Rakousku.
Po válce začal, kromě divadelních aktivit, spolupracovat s předními francouzskými tvůrci. V padesátých a šedesátých letech 20. století spolupracoval například s Georgesem Lautnerem, Henri Verneuilem nebo Michelem Audiardem a natáčel po boku většiny významných herců, například Jeana Gabina, Jean-Paula Belmonda, Louise de Funèse nebo Lina Ventury. V tomto období rovněž intenzivně hrál v italských filmech.
Z významnějších filmů 70. let lze jmenovat například spolupráci s Pierrem Richardem ve filmu Velký blondýn s černou botou (1972), roli průmyslníka v snímku Tělo mého nepřítele v hlavní roli s Belmondem (1976) nebo Studený bufet z roku 1979.
V osmdesátých letech se začal znovu intenzivněji objevovat v italských filmech. V roce 1985 mu byla diagnostikována rakovina prostaty. O rok později mů bylo uděleno italské filmové ocenění Donatellův David. V březnu 1989 mu byl udělen Čestný César, nicméně, krátce nato, ani ne o měsíc později, své nemoci podlehl. Zemřel na klinice ve francouzském Saint-Cloud.

## Filmografie (výběr)
- 1938 : Hotel du Nord (Hôtel du Nord), režie Marcel Carné
- 1939 : Den začíná (Le Jour se lève), režie Marcel Carné
- 1947 : Nábřeží zlatníků (Quai des Orfèvres), režie Henri-Georges Clouzot
- 1950 : Manéže (Manèges), režie Yves Allégret
- 1950 : Ztracené vzpomínky (Souvenirs perdus), režie Christian-Jaque
- 1951 : Adresát neznámý (Sans laisser d'adresse), režie Jean-Paul Le Chanois
- 1952 : Agence matrimoniale (Agence matrimoniale), režie Jean-Paul Le Chanois
- 1952 : Je l'ai été trois fois (Je l'ai été trois fois), režie Sacha Guitry
- 1954 : Scenes de ménage (Scenes de ménage), režie André Berthomieu
- 1954 : Tajemství ložnic (Secrets d'alcove), víc režisérů
- 1955 : Husaři (Les Hussards), režie Alex Joffé
- 1956 : Zločin a trest (Crime et châtiment), režie Georges Lampin
- 1957 : Quand la femme s'en mêle (Quand la femme s'en mêle), režie Yves Allégret
- 1958 : Bídníci (Les Misérables), režie Jean-Paul Le Chanois
- 1958 : Burziáni (Les Grandes familles), režie Denys de La Patellière
- 1958 : Hráč (Le Joueur), režie Claude Autant-Lara
- 1959 : Marie-Octobre (Marie-Octobre), režie Julien Duvivier
- 1959 : Tulák Archimedes (Archimède, le clochard), režie Gilles Grangier
- 1959 : Velká válka (La Grande Guerra), režie Mario Monicelli
- 1961 : Kriminálníci (Crimen), režie Mario Camerini
- 1961 : Le Cave se rebiffe (Le Cave se rebiffe), režie Gilles Grangier
- 1961 : Le Président (Le Président), režie Henri Verneuil
- 1962 : Les Petits matins (Les Petits matins), režie Jacqueline Audry
- 1962 : Matyáš Sandorf (Mathias Sandorf), režie Georges Lampin
- 1963 : Germinal (Germinal), režie Yves Allégret
- 1963 : Povedení strejcové (Les Tontons flingueurs), režie Georges Lautner
- 1963 : Stalo se v Turíně (I Compagni), režie Mario Monicelli
- 1964 : 100 000 dolarů na slunci (Cent mille dollars au soleil), režie Henri Verneuil
- 1964 : Báječný paroháč (Il Magnifico cornuto), režie Antonio Pietrangeli
- 1964 : Honba na muže (La Chasse à l'homme), režie Edouard Molinaro
- 1964 : Tajný policista (Les Barbouzes), režie Georges Lautner
- 1964 : Velká nevěra (Alta infedeltà), víc režisérů
- 1965 : Casanova '70 (Casanova '70), režie Mario Monicelli
- 1965 : Les Bons vivants (Les Bons vivants), režie Gilles Grangier a Georges Lautner
- 1966 : Grand restaurant pana Septima (Le Grand restaurant), režie Jacques Besnard
- 1966 : Otázka cti (Una Questione d'onore), režie Luigi Zampa
- 1967 : Blázen z laboratoře 4 (Le Fou du labo IV), režie Jacques Besnard
- 1967 : Cizinec (L'étranger), režie Luchino Visconti
- 1967 : Idiot v Paříži (Un idiot à Paris), režie Serge Korber
- 1967 : Kdybych byl špión (Si j'étais un espion), režie Bertrand Blier
- 1968 : Africké dobrodružství (Riusciranno i nostri eroi a ritrovare l'amico misteriosamente scomparso in Africa?), režie Ettore Scola
- 1968 : Nepřemožitelná Leontýna (Faut pas prendre les enfants du bon Dieu pour des canards sauvages), režie Michel Audiard
- 1969 : Můj strýc Benjamin (Mon oncle Benjamin), režie Edouard Molinaro
- 1970 : Koňská hlava (Le Cri du cormoran, le soir au-dessus des jonques), režie Michel Audiard
- 1970 : Nepije, nekouří, nedroguje, ale ... povídá! (Elle boit pas, elle fume pas, elle drague pas, mais... elle cause!), režie Michel Audiard
- 1970 : Roztržitý (Le Distrait), režie Pierre Richard
- 1971 : Jo (Jo), režie Jean Girault
- 1971 : V rytmu valčíku (Laisse aller, c'est une valse), režie Georges Lautner
- 1972 : Elle cause plus, elle flingue (Elle cause plus, elle flingue), režie Michel Audiard
- 1972 : Velký blondýn s černou botou (Le Grand blond avec une chaussure noire), režie Yves Robert
- 1972 : Zabiják (Le Tueur), režie Denys de La Patellière
- 1973 : Nevím nic, ale řeknu všechno (Je sais rien, mais je dirai tout), režie Pierre Richard
- 1975 : Krást se musí umět (C'est pas parce qu'on a rien à dire qu'il faut fermer sa gueule), režie Jacques Besnard
- 1975 : Moji přátelé (Amici miei), režie Mario Monicelli
- 1976 : Calmos (Calmos), režie Bertrand Blier
- 1976 : Tělo mého nepřítele (Le Corps de mon ennemi), režie Henri Verneuil
- 1979 : Černá řada (Série noire), režie Alain Corneau
- 1979 : Studený bufet (Buffet froid), režie Bertrand Blier
- 1979 : Zdravý nemocný (Il Malato immaginario), režie Tonino Cervi
- 1981 : Třetí na řadě (Il Turno), režie Tonino Cervi
- 1981 : Vášeň lásky (Passione d'amore), režie Ettore Scola
- 1985 : Dva životy Matii Pascala (Le due vite di Mattia Pascal), režie Mario Monicelli
- 1985 : Moji přátelé III (Amici miei atto III), režie Nanni Loy
- 1986 : Jen aby to byla holčička (Speriamo che sia femmina), režie Mario Monicelli
- 1986 : Nenávidím herce (Je hais les acteurs), režie Gérard Krawczyk
- 1986 : Takhle to děláme v Moskvě (Twist again à Moscou), režie Jean-Marie Poiré
- 1988 : Běsi (Les Possédés), režie Andrzej Wajda
- 1989 : Seobe (Seobe), režie Aleksandar Petrović

## Ocenění
- 1987: Donatellův David pro nejlepšího herce ve vedlejší roli za film Jen aby to byla holčička
- 1989: Čestný César